# Benfeita

Lage der Gemeinde Benfeita im Kreis Arganil

Benfeita ist eine portugiesische Gemeinde (Freguesia) im Kreis (Concelho) von Arganil. In ihr leben 413 Einwohner (Stand 19. April 2021).

## Geografie
Benfeita liegt 21 km östlich der Kreisstadt Arganil, und 79 km östlich der Distrikthauptstadt Coimbra.

## Geschichte
Offiziell dokumentiert wurde der Ort erstmals im Jahr 1196. Die Gemeinde Benfeita gehörte zum Kreis von Pinheiro de Coja, um nach dessen Auflösung 1836 dem Kreis Coja anzugehören. Als dieser 1855 aufgelöst wurde, gliederten die Behörden Benfeita dem Kreis Arganil an.

## Einwohnerentwicklung

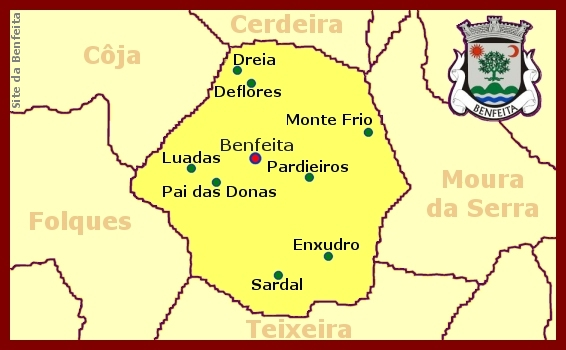
Die Gemeinde Benfeita

| 1911  | 1940  | 1960  | 1970  | 1981 | 1991 | 2001 | 2011 |
| 1 761 | 1 551 | 1 291 | 1 019 | 844  | 666  | 501  | 394  |

## Verwaltung
Benfeita ist Sitz einer gleichnamigen Gemeinde. Die Nachbargemeinden sind (im Uhrzeigersinn im Norden beginnend): Cerdeira, Moura da Serra, Teixeira, Folques, und Côja.
Die Gemeinde besteht aus den folgenden Ortschaften:
- Benfeita
- Deflores
- Dreia
- Enxudro
- Luadas
- Monte Frio
- Pai das Donas
- Pardieiros
- Sardal.

## Kultur, Sport und Sehenswürdigkeiten

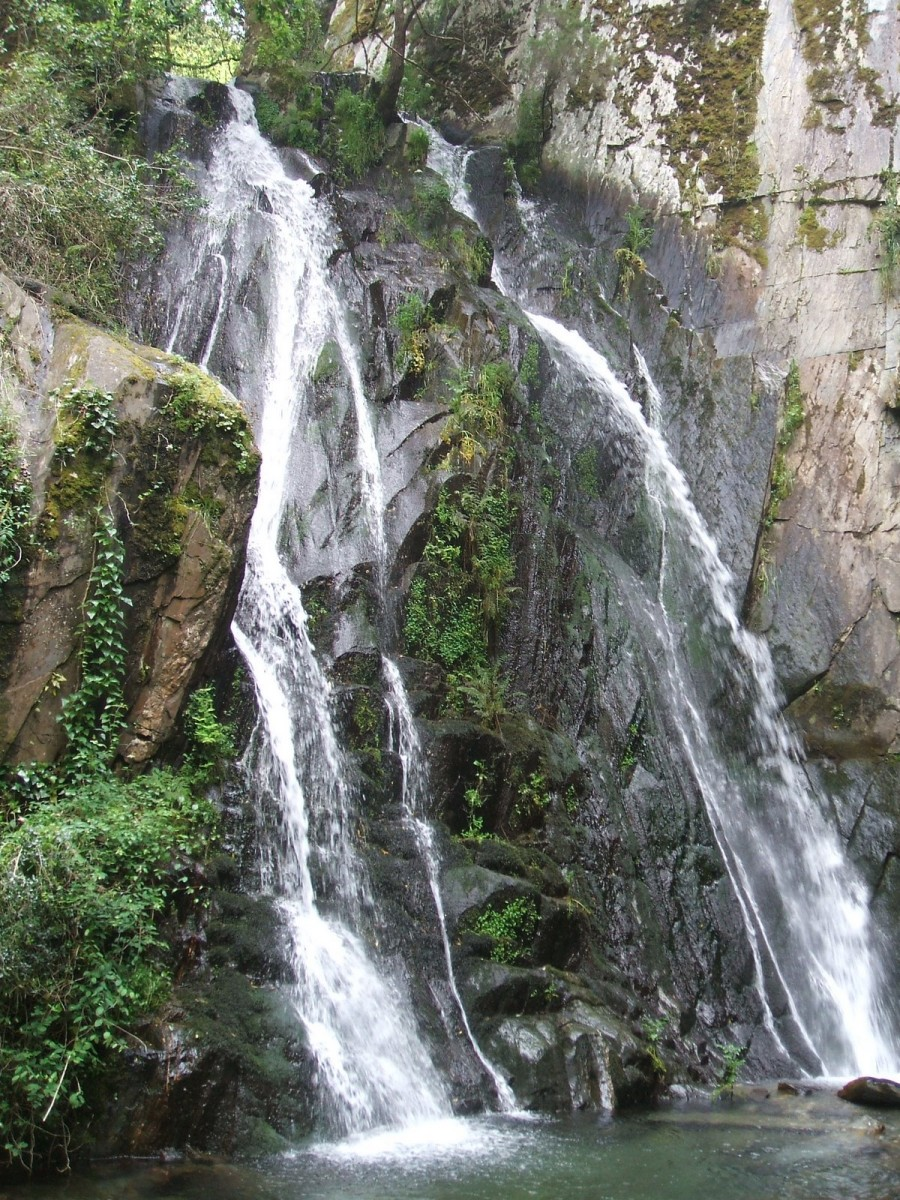
Der Wasserfall Cascata da Fraga da Pena

Eingebettet in die bewaldeten Ausläufer des Iberischen Scheidegebirges, ist der Ort für die Natur seiner Umgebung und für seine alte Bausubstanz bekannt. Er ist Teil der Route der Schieferdörfer, der Aldeias do Xisto. Restaurierte Mühlen, Olivenpressen und Hausdestillerien können hier besichtigt werden, und Wanderwege führen durch das Umland.
2008 drehte der Regisseur Miguel Gomes hier seinen Überraschungserfolg Aquele Querido Mês de Agosto (dt.: Jener geliebte Monat August).